# Telacanthura ussheri
Telacanthura ussheri е вид птица от семейство Бързолетови (Apodidae).

## Разпространение
Видът е разпространен в Ангола, Бенин, Буркина Фасо, Габон, Гамбия, Гана, Гвинея, Гвинея-Бисау, Екваториална Гвинея, Замбия, Зимбабве, Камерун, Демократична република Конго, Република Конго, Кот д'Ивоар, Кения, Либерия, Малави, Мали, Мозамбик, Нигер, Нигерия, Сенегал, Танзания, Того, Уганда, Централноафриканската република и Южна Африка.